# Bitwa morska pod Korfu
Bitwa morska pod Korfu miała miejsce 8 lipca 1716 podczas wojny wenecko-tureckiej 1714-1718.
Ta nierozstrzygnięta bitwa stoczona została podczas tureckiej próby zdobycia należącej wówczas do Wenecji wyspy Korfu położonej na Morzu Jońskim koło zachodnich wybrzeży Grecji.

## Wstęp
Pomimo że Turcja wypowiedziała Wenecji wojnę w końcu 1714, flota turecka wyszła na Morze Egejskie dopiero w połowie roku 1715. Wkrótce Wenecja utraciła niemal całą Moreę.
W 1716 Turcy wyznaczyli sobie jako cel zdobycie położonej na zachodnim brzegu Grecji wyspy Korfu. Wyspa ta w kształcie podkowy, z dwoma końcami zwróconymi do wybrzeża greckiego, tworzy zatokę z dwoma wąskimi wejściami. Na wyspie, w równej odległości pomiędzy oboma wejściami do zatoki, położone jest miasto o tej samej nazwie co wyspa, czyli Korfu. Z powodu panujących tam wiatrów bardzo trudno jest żeglującej flocie dostać się do zatoki od strony południowej. Flota turecka dowodzona przez Kapudana Paszę (odpowiednik admirała) Januma Koggię opuściła Cieśninę Dardanelską w maju 1716 i okrążając Moreę skierowała się wzdłuż zachodniego wybrzeża Grecji. W tym czasie dowódca wenecki Andrea Corner wraz z całą flotą żeglował na południe z Korfu do Sapienzy, zostawiając z tyłu wszystkie galery pod komendą Pisaniego. W miarę zbliżania się Turków, wycofał się w kierunku północnym do Zante (Zakinthos), gdzie napotkał Pisaniego i jego galery. Następnie ruszył w poszukiwaniu Turków i 27 czerwca zdał sobie sprawę, że oni żeglowali za nim dalej i zawrócił w kierunku Korfu, żeglując wzdłuż zachodniej strony wyspy tak by wejść do zatoki wyspy północnym wejściem. Pisani był już pierwszy w zatoce z 2 galeasami i 13 galerami.
Turecka flota w tym czasie okrążała wyspę Korfu i zakotwiczyła w poprzek północnego wejścia do zatoki, między wyspą a lądem stałym. Pisani wycofał swoje okręty pod ochroną dział fortecy, a później, 5 lipca, wycofał się zupełnie z zatoki przez południowe wejście. Dnia 8 lipca Turcy zaczęli przewozić swoje wojska ze stałego lądu na wyspę. Podczas tej operacji Corner dotarł 7 lipca do Otranto, położonego w południowych Włoszech, gdzie dowiedział się o obecności Turków koło wyspy Korfu. Ruszył w kierunku albańskiego wybrzeża z 27 okrętami, a następnie wzdłuż wybrzeża pożeglował na południe, wpływając przez północne wejście 8 lipca o 13:00, atakując przy tym turecką flotę, która stała zakotwiczona w zatoce.

## Bitwa
Turcy mieli prawdopodobnie 62 okręty, z których 50 to klasyczne okręty wojenne. Były wśród nich 96 działowy liniowiec, 12 84-działowych liniowców oraz 10 afrykańskich okrętów 50-działowych. Reszta miała 54 działa. Afrykańskie okręty stały blisko wyspy, lecz Turcy podnieśli kotwice i pożeglowali na północ, a Jannum Koggia na czele awangardy zaatakował awangardę wenecką dowodzona przez Cornera, a następnie uderzył na wenecką ariergardę dowodzoną przez Flanginiego. Corner dokonał zwrotu, by wspomóc swą ariergardę. Wtedy Wenecjanie stanęli z wiatrem i korzystając z tego spróbowali zaatakować przy pomocy brandera. Próba ta jednak zawiodła, gdyż tureckie galery zdążyły odholować potężne żaglowce. Bitwa trwała od około 14:30 do 19:00, dobiegając końca wraz z zapadającym zmrokiem i słabnącym wiatrem. Wenecka flota pożeglowała na południe i zakotwiczyła w linii na północ niedaleko od miasta, Turcy natomiast stanęli dalej na północ. Żadna ze stron nie straciła okrętu. Wenecjanie mieli 116 zabitych i 250 rannych.
Bitwa ta, chociaż nierozstrzygnięta, pokazała, że można stawić czoła tureckim żaglowcom, nawet jeśli mają przewagę liczebną.

## Po bitwie
10 lipca Turcy wznowili przerzut wojsk na wyspę i przez następne 6 tygodni obie floty w większości stały naprzeciw siebie bezczynnie, nawet w czasie ciągłych walk na lądzie między Turkami a garnizonem miasta. Pisani pożeglował wzdłuż zachodniego wybrzeża wyspy, wracając z nowym 80-działowym liniowcem Leone Trionfante, dwoma transportowcami mającymi na pokładzie 1500 żołnierzy weneckich oraz statkiem załadowanym żywnością dla walczących na wyspie wojsk austriacko-weneckich. Dnia 21 lipca przybyły maltańskie posiłki złożone z 4 liniowców, 5 galer i 2 małych statków. Natomiast 31 lipca przybyły 4 galery papieskie, 5 hiszpańskich, 3 toskańskie i 2 genueńskie oraz 4 papieskie liniowce.
Wzmocniona flota spróbowała ataku, jednak bez większego skutku głównie z powodu braku wiatru. Wszystko, co udało się uczynić, to użycie galer dla wsparcia nieudanej wycieczki z miasta w nocy z 18 sierpnia na 19 sierpnia. Dnia 21 sierpnia przybyło jeszcze 6 hiszpańskich liniowców pod wodzą markiza de Mari. Tego samego dnia ewakuowana została z wyspy cała kawaleria turecka. Dnia 25 sierpnia Turcy pożeglowali w kierunku północnego wejścia, opuszczając Korfu 26 sierpnia.